# Departamento de Doctor Manuel Belgrano
Departamento de Doctor Manuel Belgrano är en kommun i Argentina.   Den ligger i provinsen Jujuy, i den norra delen av landet, 1 300 km nordväst om huvudstaden Buenos Aires.
Runt Departamento de Doctor Manuel Belgrano är det i huvudsak tätbebyggt. Runt Departamento de Doctor Manuel Belgrano är det ganska tätbefolkat, med 72 invånare per kvadratkilometer.